# Wilfried Fraß
Wilfried Fraß (Vienna, 10 marzo 1907 – ...) è stato un regista e sceneggiatore austriaco.

## Biografia
Accreditato a volte come Wilfried Frass, esordisce dietro alla macchina da presa nel 1944 come assistente di Harald Braun nel film Träumerei. Nel 1948 partecipa al Festival di Venezia con il cortometraggio Te Saxa Loquuntur e nel 1951 scrive e dirige Das gestohlene Jahr, presentato in concorso alla 1ª edizione del Festival di Berlino. Dopo una breve apparizione come attore nel 1960 in Wir Kellerkinder di Wolfgang Bellenbaum, nel 1969 termina la carriera scrivendo l'adattamento televisivo di Una donna senza importanza di Oscar Wilde.

## Filmografia
- Die Sonnhofbäuerin (1948) - co-regia con Károly Kurzmayer
- Te Saxa Loquuntur (1948) - cortometraggio
- Salzburg (1950) - co-regia con Max Zehenthofer
- Das gestohlene Jahr (1951)
- Eine Frau ohne Bedeutung, regia di Georg Wildhagen (1969) - solo adattamento